# Kinobox
Kinobox je česká multimediální platforma zprostředkovávající informace o filmech, televizních pořadech, seriálech, hercích a členech produkčních štábů. Na webových stránkách Kinoboxu nalezne návštěvník rozsáhlou databázi audiovizuálních děl a jejich tvůrců, online filmový magazín, vyhledávač zprostředkovávající informace o nabídce streamovacích služeb a videotéku, ve které jsou dostupné trailery a původní videotvorba.
Po registraci může uživatel hodnotit jednotlivá díla v databázi, přidávat komentáře a účastnit se diskuzí. Za každou aktivitu je poté automaticky ohodnocen body, které mu dopomáhají k větší viditelnosti na webové stránce.

## Historie

### TV pořad
V roce 1993 začal být na stanici ČT1 vysílán televizní magazín Kinobox zaměřující se na tuzemské i zahraniční novinky ze světa filmu. Za tvorbou pořadu stál tvůrce a podnikatel Petr Vachler, zakladatel České filmové a televizní akademie a filmových cen Český lev. Informační a komediální magazín pravidelně uváděli Miloš Kohout, Roman Holý a Petr Čtvrtníček. V prosinci roku 2008 byla odvysílána poslední epizoda pořadu Kinobox.

### České filmové nebe
Roku 1995 spustili studenti ostravské Technické univerzity Radek Vetešník a Petr Herudek svou vlastní filmovou databázi. Původně studentský projekt byl během let přetransformován do filmové databáze České filmové nebe (ČFN), jejíž obsah byl primárně soustředěn na informace o filmech české a slovenské kinematografie.

### Kinobox.cz
V roce 2009 bylo oznámeno, že Petr Vachler odkupuje databázi ČFN s cílem vytvořit komplexní filmový web, který by slučoval informační databázi s internetovou televizí a zpravodajským serverem. Databáze byla následně sloučena s mediální značkou Kinobox, ke které vlastnil Petr Vachler autorská práva. V roce 2010 byl oficiálně spuštěn nový filmový portál Kinobox.cz.
V květnu 2020 odprodal Petr Vachler webový portál Kinobox.cz české technologické společnosti Livesport, vlastněnou podnikatelem Martinem Hájkem. Ředitelem se stal Radim Horák. Dne 29. března 2023 byla spuštěna nová podoba platformy. Koncem června 2023 přibyla na platformě funkce umělé inteligence, vypočítávající předpokládané zhodnocení u nejočekávanějších filmů a seriálů.
Na podzim 2023 spustil Kinobox vlastní aplikaci pro iOS a Android, která funkce webu přenáší do mobilního telefonu a doplňuje je o možnosti notifikací. V listopadu 2023 se Kinobox umístil v soutěži Křišťálová lupa na 6. místě v kategorii "Zájmové weby".

## Návštěvnické a uživatelské funkce webu
Internetové stránky Kinoboxu jsou volně přístupné všem návštěvníkům bez nutnosti registrace. Návštěvník platformy má přístup k následujícímu obsahu:
- Původní zpravodajský obsah se zaměřením na filmy, seriály, recenze, VOD, rozhovory a další témata související s audiovizuálním průmyslem
- Původní audiovizuální obsah zahrnující videorecenze, VOD tipy
- Profily tvůrců, herců a hereček
- Informační karty jednotlivých audiovizuálních děl – filmy, seriály, TV pořady, studentské filmy, hudební videoklipy ad.
- Zajímavosti, hlášky a ocenění
- Filmové plakáty, fotografie, trailery a videa
- Filmové a televizní tipy
- Aktuální přehledy o promítaných filmech a vysílaných pořadech
- Aktualizované informace o on-line dostupnosti jednotlivých děl a přímé odkazy na streamovací platformy
- Žebříčky nejlepších a nejoblíbenějších filmů
- VOD vyhledávač schraňující informace o obsahu desítek streamovacích platforem
- AI hodnocení filmů, které teprve budou uvedeny do distribuce[12]

### Uživatelské funkce
- nastavení vlastního Avatara (profilový obrázek) a vytvoření vlastního originálního uživatelského profilu
- import dat z jiných filmových databází
- hodnocení audiovizuálních děl uložených v databázi
- komentování jednotlivých děl
- označování oblíbených děl a tvůrců
- přidávání jednotlivých děl do watchlistu
- možnost hodnotit články a diskuzní příspěvky
- možnost zakládat a účastnit se diskuzí

Každý uživatel je odměňován za svou aktivitu pomocí předem stanoveného bodovacího systému. Body dopomáhají jak k větší viditelnosti komentářů uživatele, tak zároveň k většímu vlivu uživatele v komunitě.